# ترسه یوهاو
Therese Johaug (متولد 25 ژوئن 1988) اسکی باز سابق نروژی از روستای Dalsbygda در شهرداری Os است که برای باشگاه های Tynset IF و IL Nansen رقابت کرده است.[1]  او در مسابقات جهانی اسکی ده مدال طلای انفرادی به همراه چهار مدال طلا در رله کسب کرده است و چهار مدال طلای المپیک را نیز کسب کرده است.
در اکتبر 2016، آزمایش جوهاگ برای داروی افزایش دهنده عملکرد کلوستبول مثبت شد.  او به مدت 18 ماه تعلیق شد و بازی های المپیک زمستانی 2018 را از دست داد.  او در جام جهانی 2019 به مسابقات بین المللی بازگشت.
در 4 مارس 2022، Johaug اعلام کرد که پس از فصل 2021-2022، از اسکی صحرایی نخبه بازنشسته شد.[2]